# Giane
Les gianes sont, dans le folklore de Sardaigne, des fées protectrices.